# Mads Boe Mikkelsen
Mads Boe Mikkelsen (11 dicembre 1999) è un calciatore faroese con cittadinanza danese, attaccante del KÍ Klaksvík e della nazionale faroese.

## Carriera

### Club
Ha iniziato a giocare a calcio al Kolt-Hasselager, all'età di 11 anni si unisce alle giovanili dell'Aarhus e tre anni dopo alle giovanili del Vendsyssel.
Dopo aver fatto tutta la trafila delle giovanili, il 6 agosto 2018 ha debuttato da professionista disputando la gara di Superligaen contro il Nordsjælland. Quattro giorni dopo, il 10 agosto 2018, Mikkelsen ha invece segnato il suo primo gol, mettendo a segno la rete del pareggio nel gara contro il Vejle (1-1).
Nel 2020 viene acquistato a parametro zero dall'HB Tórshavn, con cui, il 22 giugno dello stesso anno, debutta in Formuladeildin in occasione della sconfitta esterna per 2-0 contro l'NSÍ Runavík. Due mesi dopo, il 20 agosto, debutta anche nelle competizioni confederali in occasione dei play-off di Europa League persi per 1-0 contro il Glentoran; mentre il 5 dicembre segna il primo e unico gol con la maglia rossonera, in occasione della finale di Løgmanssteypið contro il Víkingur Gøta.
Nel gennaio 2022 viene acquistato dal KÍ Klaksvík, con cui il 5 marzo trova la prima rete nella massima serie faroense contro lo Skála ÍF (vittoria per 0-3).
Tra luglio e agosto segna le prime reti nelle competizioni europee, in occasione delle qualificazioni di Champions League e di Conference League.

### Nazionale
Dopo aver rappresentato a livello giovanile dapprima la Danimarca e in seguito le Fær Øer, il 4 giugno 2022 ha esordito con la nazionale maggiore faroese, disputando l'incontro perso per 4-0 contro la Turchia, valido per la UEFA Nations League 2022-2023.

## Statistiche

### Cronologia presenze e reti in nazionale
| Cronologia completa delle presenze e delle reti in nazionale ― Fær Øer | Cronologia completa delle presenze e delle reti in nazionale ― Fær Øer | Cronologia completa delle presenze e delle reti in nazionale ― Fær Øer | Cronologia completa delle presenze e delle reti in nazionale ― Fær Øer | Cronologia completa delle presenze e delle reti in nazionale ― Fær Øer | Cronologia completa delle presenze e delle reti in nazionale ― Fær Øer | Cronologia completa delle presenze e delle reti in nazionale ― Fær Øer | Cronologia completa delle presenze e delle reti in nazionale ― Fær Øer |
| Data                                                                   | Città                                                                  | In casa                                                                | Risultato                                                              | Ospiti                                                                 | Competizione                                                           | Reti                                                                   | Note                                                                   |
| ---------------------------------------------------------------------- | ---------------------------------------------------------------------- | ---------------------------------------------------------------------- | ---------------------------------------------------------------------- | ---------------------------------------------------------------------- | ---------------------------------------------------------------------- | ---------------------------------------------------------------------- | ---------------------------------------------------------------------- |
| 4-6-2022                                                               | Istanbul                                                               | Turchia                                                                | 4 – 0                                                                  | Fær Øer                                                                | UEFA Nations League 2022-2023 - 1º turno                               | -                                                                      | 86’                                                                    |
| 7-6-2022                                                               | Tórshavn                                                               | Fær Øer                                                                | 0 – 1                                                                  | Lussemburgo                                                            | UEFA Nations League 2022-2023 - 1º turno                               | -                                                                      | 78’                                                                    |
| 14-6-2022                                                              | Lussemburgo                                                            | Lussemburgo                                                            | 2 – 2                                                                  | Fær Øer                                                                | UEFA Nations League 2022-2023 - 1º turno                               | -                                                                      | 89’                                                                    |
| 22-9-2022                                                              | Vilnius                                                                | Lituania                                                               | 1 – 1                                                                  | Fær Øer                                                                | UEFA Nations League 2022-2023 - 1º turno                               | -                                                                      | 83’                                                                    |
| 25-9-2022                                                              | Tórshavn                                                               | Fær Øer                                                                | 2 – 1                                                                  | Turchia                                                                | UEFA Nations League 2022-2023 - 1º turno                               | -                                                                      | 57’                                                                    |
| 16-11-2022                                                             | Olomouc                                                                | Rep. Ceca                                                              | 5 – 0                                                                  | Fær Øer                                                                | Amichevole                                                             | -                                                                      | 56’                                                                    |
| 24-3-2023                                                              | Chișinău                                                               | Moldavia                                                               | 1 – 1                                                                  | Fær Øer                                                                | Qual. Euro 2024                                                        | 1                                                                      | 71’                                                                    |
| 16-11-2023                                                             | Oslo                                                                   | Norvegia                                                               | 2 – 0                                                                  | Fær Øer                                                                | Amichevole                                                             | -                                                                      | 72’                                                                    |
| 22-3-2024                                                              | Tórshavn                                                               | Fær Øer                                                                | 4 – 0                                                                  | Liechtenstein                                                          | Amichevole                                                             | -                                                                      | 59’                                                                    |
| 26-3-2024                                                              | Brøndbyvester                                                          | Danimarca                                                              | 2 – 0                                                                  | Fær Øer                                                                | Amichevole                                                             | -                                                                      | 60’                                                                    |
| 7-9-2024                                                               | Tórshavn                                                               | Fær Øer                                                                | 1 – 1                                                                  | Macedonia del Nord                                                     | UEFA Nations League 2024-2025 - 1º turno                               | -                                                                      | 66’                                                                    |
| 10-9-2024                                                              | Riga                                                                   | Lettonia                                                               | 1 – 0                                                                  | Fær Øer                                                                | UEFA Nations League 2024-2025 - 1º turno                               | -                                                                      | 46’                                                                    |
| Totale                                                                 |                                                                        | Presenze                                                               | 12                                                                     |                                                                        | Reti                                                                   | 1                                                                      |                                                                        |

## Palmarès

### Club

#### Competizioni nazionali
- Campionato faroese: 1

HB Tórshavn: 2020
- Coppa delle Fær Øer: 1

HB Tórshavn: 2020
- Supercoppa delle Fær Øer: 2

HB Tórshavn: 2021
KÍ Klaksvík: 2022